# San Antonio, Nuevo Parangaricutiro
San Antonio är en ort i Mexiko.   Den ligger i kommunen Nuevo Parangaricutiro och delstaten Michoacán de Ocampo, i den södra delen av landet, 300 km väster om huvudstaden Mexico City. San Antonio ligger 2 023 meter över havet och antalet invånare är 206.
Terrängen runt San Antonio är huvudsakligen kuperad, men västerut är den bergig. Runt San Antonio är det tätbefolkat, med 286 invånare per kvadratkilometer. Närmaste större samhälle är Uruapan, 10,3 km öster om San Antonio. I omgivningarna runt San Antonio växer huvudsakligen savannskog.